# Krzysztof Pilarz
Krzysztof Pilarz (ur. 9 listopada 1980 w Nowym Dworze Gdańskim) – polski piłkarz występujący na pozycji bramkarza.

## Kariera
Piłkarską karierę Krzysztof Pilarz rozpoczynał w Ludowym Klubie Sportowym Żuławy Nowy Dwór Gdański. Następnie reprezentował barwy grającego wówczas w II lidze Jezioraka Iława. Przed rundą wiosenną sezonu 1999/2000 przeszedł do Lechii/Polonii Gdańsk, natomiast później do beniaminka I ligi RKS-u Radomsko. Nie zadebiutował jednak w najwyższej klasie rozgrywkowej, gdyż jego rywalami do gry w podstawowym składzie byli Adam Matysek i Tomasz Borkowski. Po spadku RKS-u z ekstraklasy Pilarz stał się jego pierwszym bramkarzem. Po raz pierwszy wystąpił w meczu pucharu Polski z Lechem/Zryw Zielona Góra, a w sezonie rozegrał łącznie 26. spotkań. W pojedynku ligowym z Tłokami Gorzyce dostał czerwoną kartkę i musiał przedwcześnie opuścić boisko.
Latem 2003 roku Pilarz przeszedł do Pogoni Szczecin. W nowym zespole zadebiutował w spotkaniu przeciwko Błękitnym Stargard Szczeciński, w którym jego drużyna odniosła zwycięstwo, ale wynik został anulowany. W sezonie 2003/2004 przegrywał walkę o miejsce w podstawowym składzie z Bogusławem Wyparło i wystąpił w jedynie trzech spotkaniach. Jego drużyna wywalczyła awans do Orange Ekstraklasy, w której Pilarz po raz pierwszy zagrał 1 sierpnia 2004 roku w pojedynku z Legią Warszawa, wpuszczając w nim dwie bramki. We wrześniu wystąpił w meczu pucharu Polski z Mazowszem Grójec, w którym w 88. minucie zdobył gola z rzutu karnego dla swojej drużyny. W rundzie jesiennej sezonu 2004/2005 był podstawowym graczem Pogoni i rozegrał łącznie 17 spotkań. W lutym 2005 roku został wypożyczony do GKS-u Bełchatów. Spędził w nim rok, będąc zmiennikiem Aleksandra Ptaka i Łukasza Sapeli.
Pod koniec lutego 2006 roku Pilarz podpisał dwuipółletnią umowę z Odrą Wodzisław Śląski. Zadebiutował w niej w przegranym 0:4 spotkaniu z Amicą Wronki, zaś w rundzie wiosennej sezonu 2005/2006 był jej podstawowym bramkarzem. W kolejnych rozgrywkach o miejsce w pierwszym zespole rywalizował z Wojciechem Skabą, natomiast jesienią 2007 roku ponownie był pierwszym golkiperem Odry. Na początku stycznia 2008 roku związał się umową z Ruchem Chorzów, która początkowo miała obowiązywać od lata, ale klubu doszły wcześniej do porozumienia i zawodnik już w rundzie wiosennej reprezentował chorzowski klub na zasadzie wypożyczenia. W nowej drużynie początkowo pełnił rolę zmiennika, ale później wywalczył miano podstawowego bramkarza. W sezonie 2009/2010 zajął ze swoją drużyną trzecie miejsce w lidze, a w ostatnim spotkaniu przeciwko Koronie Kielce strzelił bramkę samobójczą.
W sezonie 2010/2011 Pilarz zadebiutował w europejskich rozgrywkach w spotkaniu z Szachtiorem Karaganda, w którym wpuścił jedną bramkę. Łącznie w eliminacjach do Ligi Europy rozegrał pięć meczów, w lidze wystąpił w pierwszych siedmiu kolejkach, następnie pełnił rolę rezerwowego. Był też jednym z czterech graczy, którzy nosili opaskę kapitańską. Po zakończeniu rundy jesiennej nie przedłużył kontraktu z Ruchem, a jego pozyskaniem zainteresowane były Cracovia i mistrz Polski Lech Poznań. Bramkarz wybrał jednak ofertę Korony Kielce, z którą związał się dwuipółletnią umową. Otrzymał koszulkę z numerem 80., który nosił także w Ruchu. W kieleckim zespole zadebiutował 2 kwietnia w meczu z Polonią Warszawa. Wpuścił w nim trzy gole, a w 53. minucie doznał kontuzji (naderwał mięsień czworogłowy), która wykluczyła go z gry do końca sezonu. W latach 2016–2017 zawodnik klubu Bruk-Bet Termalica Nieciecza. Od 2017 roku reprezentuje barwy Arki Gdynia.

## Statystyki
Stan na 13 lutego 2015
| Klub               | Sezon              | Liga               | Liga  | Liga   | Puchary krajowe | Puchary krajowe | Puchary europejskie | Puchary europejskie | Suma  | Suma   |
| Klub               | Sezon              | Liga               | Mecze | Bramki | Mecze           | Bramki          | Mecze               | Bramki              | Mecze | Bramki |
| ------------------ | ------------------ | ------------------ | ----- | ------ | --------------- | --------------- | ------------------- | ------------------- | ----- | ------ |
| RKS Radomsko       | 2001–2002 (w)      | Ekstraklasa        | 0     | 0      | 0               | 0               | –                   | –                   | 0     | 0      |
| RKS Radomsko       | 2002–2003          | II liga            | 21    | 0      | 5               | 0               | –                   | –                   | 26    | 0      |
| RKS Radomsko       | suma               | suma               | 21    | 0      | 5               | 0               | –                   | –                   | 26    | 0      |
| Pogoń Szczecin     | 2003–2004          | II liga            | 3     | 0      | 0               | 0               | –                   | –                   | 3     | 0      |
| Pogoń Szczecin     | 2004–2005 (j)      | Ekstraklasa        | 11    | 0      | 6               | 1               | –                   | –                   | 17    | 1      |
| Pogoń Szczecin     | suma               | suma               | 14    | 0      | 6               | 1               | –                   | –                   | 20    | 1      |
| GKS Bełchatów      | 2004–2005 (w)      | II liga            | 4     | 0      | 1               | 0               | –                   | –                   | 5     | 0      |
| GKS Bełchatów      | 2005–2006 (j)      | II liga            | 2     | 0      | 1               | 0               | –                   | –                   | 3     | 0      |
| GKS Bełchatów      | suma               | suma               | 6     | 0      | 2               | 0               | –                   | –                   | 8     | 0      |
| Odra Wodzisław Śl. | 2005–2006 (w)      | Ekstraklasa        | 13    | 0      | 0               | 0               | –                   | –                   | 13    | 0      |
| Odra Wodzisław Śl. | 2006–2007          | Ekstraklasa        | 14    | 0      | 2               | 0               | –                   | –                   | 16    | 0      |
| Odra Wodzisław Śl. | 2007–2008 (j)      | Ekstraklasa        | 16    | 0      | 3               | 0               | –                   | –                   | 19    | 0      |
| Odra Wodzisław Śl. | suma               | suma               | 43    | 0      | 5               | 0               | –                   | –                   | 48    | 0      |
| Ruch Chorzów       | 2007–2008 (w)      | Ekstraklasa        | 4     | 0      | 2               | 0               | –                   | –                   | 6     | 0      |
| Ruch Chorzów       | 2008–2009          | Ekstraklasa        | 26    | 0      | 5               | 0               | –                   | –                   | 31    | 0      |
| Ruch Chorzów       | 2009–2010          | Ekstraklasa        | 30    | 0      | 0               | 0               | –                   | –                   | 30    | 0      |
| Ruch Chorzów       | 2010–2011 (j)      | Ekstraklasa        | 7     | 0      | 1               | 0               | 5                   | 0                   | 13    | 0      |
| Ruch Chorzów       | suma               | suma               | 67    | 0      | 8               | 0               | 5                   | 0                   | 80    | 0      |
| Korona Kielce      | 2010–2011 (w)      | Ekstraklasa        | 1     | 0      | 0               | 0               | –                   | –                   | 1     | 0      |
| Korona Kielce      | 2011–2012          | Ekstraklasa        | 3     | 0      | 0               | 0               | –                   | –                   | 3     | 0      |
| Korona Kielce      | suma               | suma               | 4     | 0      | 0               | 0               | –                   | –                   | 4     | 0      |
| Cracovia           | 2012–2013          | I liga             | 33    | 0      | 2               | 0               | –                   | –                   | 35    | 0      |
| Cracovia           | 2013–2014          | Ekstraklasa        | 35    | 0      | 0               | 0               | –                   | –                   | 35    | 0      |
| Cracovia           | 2014–2015          | Ekstraklasa        | 36    | 0      | 0               | 0               | –                   | –                   | 36    | 0      |
| Cracovia           | 2015–2016 (j)      | Ekstraklasa        | 9     | 0      | 2               | 0               | –                   | –                   | 11    | 0      |
| Cracovia           | suma               | suma               | 113   | 0      | 4               | 0               | –                   | –                   | 117   | 0      |
| Ogólnie w karierze | Ogólnie w karierze | Ogólnie w karierze | 268   | 0      | 30              | 1               | 5                   | 0                   | 303   | 1      |